# 歐文頓 (阿拉巴馬州)
歐文頓（英語：Irvington）是一個位於美國阿拉巴馬州莫比爾縣的非建制地區。該地的面積和人口皆未知。

## 地理
歐文頓的座標為30°30′24″N 88°14′02″W / 30.50667°N 88.23389°W，而該地的平均海拔高度為40米（即131英尺）。